# Francisco Javier García Atienza
Francisco Javier García Atienza (Massamagrell, 1965), més conegut com a Oñate, és un ex-pilotari valencià d'Escala i corda en nòmina de l'empresa ValNet. Començà com a mitger, però al final de la carrera fou un punter de caràcter tècnic. El malnom d'Oñate li ve de son pare, també pilotari, de manera que també és conegut com a Oñate II. Va debutar al trinquet del seu poble el 1979.

## Palmarés
- Escala i corda:
  - Campió del Circuit Bancaixa: 1997 i 2000
  - Subcampió del Circuit Bancaixa: 2007, 2009 i 2010
  - Campió Copa Consum: 2002 i 2003
  - Campió del Trofeu Festes fundacionals de Massamagrell: 2009
  - Campió del Trofeu Mancomunitat de la Ribera Alta: 2007
    - Subcampió del Trofeu Mancomunitat de la Ribera Alta: 2004

  - Campió del Trofeu Vidal: 2007
  - Subcampió del Trofeu Universitat de València: 2007 i 2008